# Aiman Dardari
Aiman Dardari (Ciudad de Luxemburgo, 21 de marzo de 2005) es un futbolista luxemburgués que juega en la demarcación de extremo para el FC Augsburgo II de la Regionalliga Bayern.

## Selección nacional
Hizo su debut con la selección de fútbol de Luxemburgo el 8 de septiembre de 2023 en un partido amistoso contra Islandia que finalizó con un resultado de 3-1 a favor del combinado luxemburgués tras los goles de Maxime Chanot, Yvandro Borges Sanches y Danel Sinani para Luxemburgo, y de Hákon Haraldsson para Islandia.

## Clubes
| Club               | País     | Año       | Partidos | Goles |
| ------------------ | -------- | --------- | -------- | ----- |
| 1. FSV Mainz 05 II | Alemania | 2023-2024 | 1        | 0     |
| FC Augsburgo II    | Alemania | 2025-     | 12       | 5     |